# Carlo (Vorname)
Carlo ist ein italienischer männlicher Vorname.

## Herkunft und Bedeutung
Carlo ist die italienische Form von Karl. Vom althochdeutschen „karal“ abgeleitet, bedeutet der Name „Mann“, „Ehemann“, oder auch „der Freie“.

## Namenstag
Der Namenstag ist der 4. November zu Ehren Karl Borromäus’ (ital. Carlo Borromeo).

## Namensträger

### Einzelname
- Carlo I. Tocco (≈1370–1429), Pfalzgraf von Kefalonia und Despot von Epirus
- Carlo II. Tocco (≈1400–1448), Pfalzgraf von Kefalonia und Despot von Epirus
- Carlo Alberto I. (1798–1849), König von Sardinien-Piemont und Herzog von Savoyen
- Carlo Emanuele IV. (1751–1819), König von Sardinien-Piemont und Herzog von Savoyen
- Carlo Felice I. (1765–1831), König von Sardinien-Piemont und von Herzog von Savoyen

### Vorname
- Carlo l’Ami (* 1966), niederländischer Fußballspieler und Torwarttrainer
- Carlo Ancelotti (* 1959), italienischer Fußballspieler und -trainer
- Carlo Annovazzi (1925–1980), italienischer Fußballspieler
- Carlo Back (* 1952), luxemburgischer Politiker und Physiker
- Carlo Bandirola (1915–1981), italienischer Motorradrennfahrer
- Carlo Baschieri (1903–?), italienischer Motorradrennfahrer
- Carlo Battel (* 1972), italienischer Skibergsteiger
- Carlo Biado (* 1983), philippinischer Poolbillardspieler
- Carlo Bigatto (1895–1942), italienischer Fußballspieler und -trainer
- Carlo Canavesi (?–1953), italienischer Automobilrennfahrer
- Carlo Caracciolo (1925–2008), italienischer Medienunternehmer
- Carlo Carcano (1891–1965), italienischer Fußballspieler und -trainer
- Carlo Castelbarco (1911–1988), italienischer Adeliger und Automobilrennfahrer
- Carlo Ceresoli (1910–1995), italienischer Fußballtorhüter
- Carlo Collodi, eigentlich Carlo Lorenzini (1826–1890), italienischer Schriftsteller und Journalist
- Carlo Conti (1556–1615), italienischer Kardinal, Bischof von Ancona
- Carlo Conti (1836–1900), Schweizer Anwalt und Politiker (CVP)
- Carlo Conti (* 1954), Schweizer Politiker (CVP)
- Carlo Conti (* 1961), italienischer Fernsehmoderator
- Carlo Costamagna (1881–1965), italienischer Jurist und Politiker
- Carlo Cudicini (* 1973), italienischer Fußballspieler
- Carlo Furlanis (1939–2013), italienischer Fußballspieler
- Carlo Maria Franzero (1892–1986), italienischer Journalist und Schriftsteller
- Carlo Fruttero (1926–2012), italienischer Schriftsteller und Übersetzer
- Carlo Emilio Gadda (1893–1973), italienischer Schriftsteller
- Carlo Gerosa (* 1964), italienischer Skirennläufer
- Carlo Ginzburg (* 1939), italienischer Historiker und Kulturwissenschaftler
- Carlo Giuliani (1978–2001), ermordeter italienischer Demonstrant
- Carlo Hörr (* 1998), deutscher Turner
- Carlo Jordan (1951–2023), deutscher Bürgerrechtler, Umweltschützer und Politiker
- Carlo Karges (1951–2002), deutscher Musiker
- Carlo König (1900–1970), Schweizer Maler, Grafiker und Mosaizist
- Carlo Levi (1902–1975), italienischer Schriftsteller, Maler, Arzt und Politiker
- Carlo Lizzani (1922–2013), italienischer Filmregisseur und Drehbuchautor
- Carlo Mascheroni (* 1940), Fahrsportler im Vierspännerfahren
- Carlo Maserati (1881–1910), italienischer Ingenieur, Motorrad- und Automobilrennfahrer
- Carlo Mattrel (1937–1976), italienischer Fußballspieler
- Carlo Mazzone (1937–2023), italienischer Fußballspieler und -trainer
- Carlo Meier (* 1961), Schweizer Journalist und Schriftsteller
- Carlo Mense (1886–1965), Maler des Rheinischen Expressionismus und der Neuen Sachlichkeit
- Carlo Montù (1869–1949), italienischer Offizier, Flieger, Politiker, Ingenieur, Fußballspieler und Sportfunktionär
- Carlo Ninchi (1896–1974), italienischer Schauspieler
- Carlo Palad (* 1996), philippinischer E-Sportler
- Carlo Parola (1921–2000), italienischer Fußballspieler und -trainer
- Carlo Pedersoli (bekannt als Bud Spencer) (1929–2016), italienischer Schauspieler
- Carlo Pietrangeli (1912–1995), italienischer Klassischer Archäologe und Kunsthistoriker
- Carlo Ponti (1912–2007), italienischer Filmproduzent
- Carlo Pusterla (bl. 1900er und 1910er-Jahre), italienischer Motorradrennfahrer und Radsportler
- Carlo van Putten (* 1962), niederländischer Songwriter und Sänger
- Carlo Rola (1958–2016), deutscher Film- und Fernsehregisseur, Filmproduzent und Drehbuchautor
- Carlo Rota (* 1961), britisch-kanadischer Schauspieler
- Carlo Biscaretti di Ruffia (1879–1959), italienischer Industriedesigner und Grafiker
- Carlo Salamano (1891–1969), italienischer Automobilrennfahrer
- Carlo Schäfer (1964–2015), deutscher Krimiautor
- Carlo Schmid (1896–1979), deutscher Politiker (SPD)
- Carlo Schönhaar (1924–1942), deutscher Widerstandskämpfer in der Résistance
- Carlo Strenger (1958–2019), schweizerisch-israelischer Philosoph, Existenzialpsychoanalytiker und Publizist
- Carlo Antonio Tavella (1668–1738), italienischer Landschaftsmaler
- Carlo Thränhardt (* 1957), deutscher Hochspringer
- Carlo von Tiedemann (1943–2025), deutscher Moderator
- Carlo Ubbiali (1929–2020), italienischer Motorradrennfahrer
- Carlo Valentini (* 1982), san-marinesischer Fußballspieler
- Carlo Vizzardelli (1791–1851), italienischer Theologe
- Carlo Waibel (* 1990), bekannt als Cro, deutscher Pop-Rap-Musiker
- Carlo Zinelli (1916–1974), italienischer Maler

### Künstlername
- Carlõ, Pseudonym eines Illustrators von Bondage-Romanen in den 1920er und 1930er Jahren
- Carlo Little (1938–2005), britischer Rock-’n’-Roll-Schlagzeuger